# Japanische Badmintonmeisterschaft 1994
Die Japanische Badmintonmeisterschaft 1994 fand vom 7. bis zum 11. Dezember 1994 im Civic Gymnasium in Moriguchi statt. Es war die 48. Austragung der nationalen Titelkämpfe im Badminton in Japan.

## Medaillengewinner
| Disziplin    | Gold                          | Silber                         | Bronze                         |
| ------------ | ----------------------------- | ------------------------------ | ------------------------------ |
| Herreneinzel | Fumihiko Machida              | Hideaki Motoyama               | Takaaki Hayashi                |
| Herreneinzel | Fumihiko Machida              | Hideaki Motoyama               | Takahiro Suka                  |
| Dameneinzel  | Hisako Mizui                  | Takako Ida                     | Masako Sakamoto                |
| Dameneinzel  | Hisako Mizui                  | Takako Ida                     | Chikako Nakayama               |
| Herrendoppel | Tatsuya Yanagiya Hiroki Etō   | Atsuhito Kitani Hitosi Ohohori | Takashi Ishii Tomomasa Otani   |
| Herrendoppel | Tatsuya Yanagiya Hiroki Etō   | Atsuhito Kitani Hitosi Ohohori | Norio Imai Takaaki Hayashi     |
| Damendoppel  | Masako Sakamoto Tomomi Matsuo | Hisako Mizui Yasuko Mizui      | Chikako Nakayama Takae Masumo  |
| Damendoppel  | Masako Sakamoto Tomomi Matsuo | Hisako Mizui Yasuko Mizui      | Takako Ida Izumi Kida          |
| Mixed        | Akihiro Imai Miwa Kai         | Akihiko Uemura Sasiko Tanaka   | Atsuhito Kitani Shinobu Sasaki |
| Mixed        | Akihiro Imai Miwa Kai         | Akihiko Uemura Sasiko Tanaka   | Norio Imai Haruko Matsuda      |